# منطقة وصاية جوا
جوا ( لغة ماكاسار :ᨁᨚᨓ ) هي منطقة وصاية في إقليم سولاوسي الجنوبية، إندونيسيا . تبلغ مساحتها 1،883.33 كم 2 ويبلغ عدد سكانها 652329 في تعداد 2010،  زيادة إلى 765،836 في تعداد 2020 ؛  التقدير الرسمي في منتصف عام 2021 كان 773،315.  تقع غالبية الوصاية (المقاطعات الإحدى عشرة الغربية، التي يبلغ عدد سكانها 617277 نسمة، أو 79.8٪ من سكان الوصاية في عام 2021) داخل المنطقة الحضرية الرسمية لمدينة ماكاسار، بما في ذلك العاصمة الإدارية للمقاطعة في سونغجوميناسا . يقع منتجع مالينو التل داخل الجزء الشرقي (غير الحضري) من الوصاية.

## التاريخ
شاهد التاريخ المبكر لجوا وطالوق وسلطنة جوا

## جغرافية
تقع جوا عند خط طول 12 ° 38.16'E في جاكرتا وخط طول 5 ° 33.6'E في القطب الشمالي. في حين أن موقع المنطقة التي تديرها بين 12 ° 33.19 'إلى 13 ° 15: 17'E خط الطول و 5 ° 5' إلى 5 ° 34.7 'خط عرض جاكرتا .
تقع الوصاية في الجزء الجنوبي من مقاطعة سولاويزيجنوب ، وتحدها من الشمال مدينة ماكاسار ومنطقة ماروس، ومن الشرق منطقة سينجاي، ومنطقة بولوكومبا ومنطقة بانتاينغ، ومن الجنوب منطقة تاكلار ومنطقة جينيبونتو، و إلى الغرب من مدينة ماكاسار ومنطقة تاكلار.
المساحة الإجمالية 1،883.33 كم 2 أي ما يعادل 3.01٪ من مساحة مقاطعة سولاوسي الجنوبية . تنقسم منطقة جوا إلى ثمانية عشر مقاطعة، تضم 167 قرية و 726 قرية صغيرة.
يقع سد بيلي بيلي على بعد حوالي 30 كيلومتر من ماكاسار، اكتمل في عام 1998. 

## المناطق الإدارية
تنقسم الوصاية إلى ثماني عشرة مقاطعة ( kecamatan)، مرتبة أدناه مع مناطقها وسكانها في تعداد 2010  وتعداد 2020،  ووفقًا للتقديرات الرسمية لمنتصف عام 2022.  يتضمن الجدول أيضًا عدد القرى الإدارية ( rural desa و urban kelurahan ) في كل منطقة، والرمز البريدي الخاص بها.
| Location          | Name                                  | Area in km2 | Pop'n census 2010 | Pop'n census 2020 | Pop'n Estimate mid 2021 | Density (/km2) 2020 | Number of villages | Post code    |
| ----------------- | ------------------------------------- | ----------- | ----------------- | ----------------- | ----------------------- | ------------------- | ------------------ | ------------ |
|                   | Bontonompo                            | 30.39       | 39,295            | 44,998            | 45,294                  | 1,481               | 14                 | 92153        |
|                   | Bontonompo Selatan (South Bontonompo) | 29.24       | 28,471            | 32,118            | 32,283                  | 1,098               | 9                  | 92154        |
|                   | Bajeng                                | 60.09       | 62,334            | 72,066            | 72,608                  | 1,199               | 14                 | 92152        |
|                   | Bajeng Barat (West Bajeng)            | 19.04       | 22,918            | 26,639            | 26,853                  | 1,399               | 7                  | 92151        |
|                   | Pallangga                             | 48.24       | 98,721            | 127,837           | 130,219                 | 2,650               | 16                 | 92161        |
|                   | Barombong                             | 20.67       | 34,527            | 45,192            | 46,082                  | 2,186               | 7                  | 90225        |
|                   | Somba Opu                             | 28.09       | 130,287           | 156,108           | 157,826                 | 5,557               | 14                 | 92111 -92119 |
|                   | Bontomarannu                          | 52.63       | 31,250            | 41,016            | 41,835                  | 779                 | 9                  | 92171        |
|                   | Pattallassang                         | 84.96       | 21,881            | 30,254            | 31,014                  | 356                 | 8                  | 92172        |
|                   | Parangloe                             | 221.26      | 16,564            | 18,628            | 18,718                  | 84                  | 7                  | 92179        |
|                   | Manuju                                | 91.90       | 14,093            | 14,591            | 14,545                  | 159                 | 7                  | 92173        |
|                   | Tinggimoncong                         | 142.87      | 22,138            | 23,332            | 23,298                  | 163                 | 7                  | 92178        |
|                   | Tombolopao                            | 251.82      | 26,876            | 29,779            | 29,880                  | 118                 | 9                  | 92170        |
|                   | Parigi                                | 132.76      | 13,089            | 13,289            | 13,222                  | 100                 | 5                  | 92174        |
|                   | Bungaya                               | 175.53      | 15,847            | 16,742            | 16,721                  | 95                  | 7                  | 92177        |
|                   | Bontolempangan                        | 142.46      | 13,332            | 14,781            | 14,832                  | 104                 | 8                  | 92176        |
|                   | Tompobulu                             | 132.54      | 28,971            | 28,393            | 28,208                  | 214                 | 8                  | 92175        |
|                   | Biringbulu                            | 218.84      | 32,347            | 30,073            | 29,877                  | 137                 | 11                 | 90244        |
|                   | Gowa Regency                          | 1,883.33    | 652,941           | 765,836           | 773,315                 | 407                 | 167                |              |
| of which the part | within the metropolitan area          | 686.51      | 500,341           | 609,447           | 617,277                 | 888                 | 112                |              |

تقع أول 11 مقاطعة من المقاطعات الثمانية عشر المذكورة أعلاه ضمن المنطقة الحضرية الرسمية لمدينة ماكاسار ؛ المقاطعات السبع المتبقية تقع خارج تلك المنطقة.

## اقتصاد

### التعدين
الرواسب المعدنية، المجموعة C على طول مستجمعات المياه (DAS) Jenebarang، مثل الرمل والحجر والحصى الموروثة القادرة على توفير السكان المحيطين. مساهمة هذا القطاع في النشاط الاقتصادي في عام 2000 بلغت 105.4 مليار روبية أو 9.13 في المائة، لكن مساهمة هذا القطاع في خزينة حكومة الوصاية كبيرة.
في السنة المالية 2001، تستهدف حكومة المقاطعة Rp. 2.03 مليار من مواد التنقيب الضريبي لملء إيرادات الفئة ج (PAD). أنشطة المحاجر كبيرة جدًا لأنه بالإضافة إلى توفر المواد من DAS، هناك أيضًا حجر جبلي وطين. تمر الشاحنات بنقل هذه المواد على طول طرق البروتوكول المتصلة بجوا ماكاسار.
المواد المحفورة قادرة على توفير إيصالات نقدية، مقاطعة جوا. تهيمن Pos على ضريبة الدخل حتى 65 بالمائة في إيرادات السنة المالية 2001 بمبلغ Rp. 3.11 مليار.

### زراعة
إمكانات غوا الحقيقية هي الزراعة. الوظيفة الرئيسية للمقاطعات في عام 2000 دخل الفرد من روبية. 2.09 مليون مزارع، مع القطاع الفرعي للمحاصيل الغذائية كعنصر أساسي. ساهم القطاع الزراعي بنسبة 45 في المائة أو روبية. 515.2 مليار.

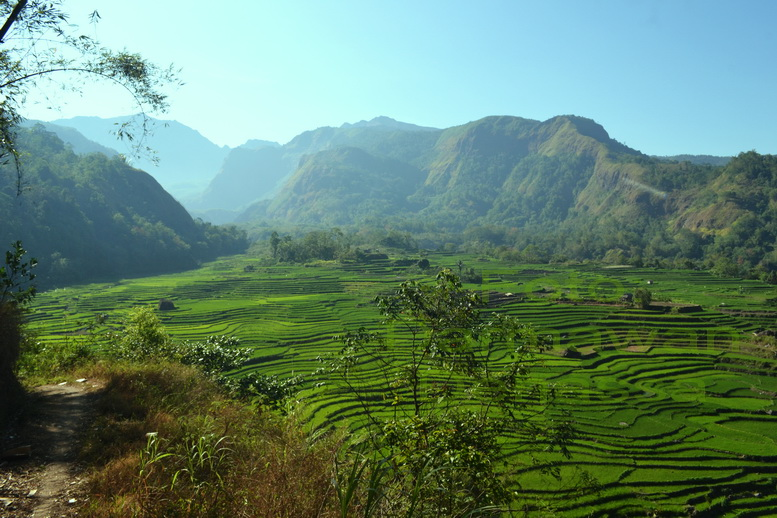
حقل الأرز في باريجي، غوا ريجنسي، سولاوسي الجنوبية

كانت حقول الأرز أقل من 20 في المائة (3640 هكتارًا) من إجمالي مساحة الأرض في الوصاية قادرة على تقديم نتائج كافية. أن يكون إنتاج المحاصيل الزراعية المختلفة مثل الأرز والمحاصيل الأخرى والمحاصيل البستانية ممتازة.
المناطق الفرعية في المرتفعات مثل Parangloe و Bungaya وخاصة Tinggimoncong مركز إنتاج الخضار. أكثر الخضروات المزروعة على نطاق واسع هي البطاطس والملفوف والخردل والبصل والفاصوليا. في السنة، يتجاوز محصول الخضار 5000 طن. خضروات مدينة جوا ماكاسار قادرة على تلبية السوق ومحيطه، حتى جزيرة بورنيو ومالوكو عبر ميناء باري باري وبورت ماموجو.
بالإضافة إلى زراعة الخضروات التي لها موسم نمو قصير، يقوم المزارعون Gowa أيضًا بزراعة محاصيل طويلة العمر. واحد منهم هو نبات الفاكهة العاطفة (Fassifora sp). زار ماكاسار أقل أفدول يشعر إذا لم يكن إحضار الفاكهة أو عصير شراب الفاكهة العاطفة اليدين. إذا نظرنا إلى مناظر المطار أو الميناء، فإن معظم الركاب الذين سيغادرون ماكاسار يجلبون هذا العصير الطازج اللذيذ. النباتات من البر الرئيسي لأمريكا الجنوبية مرادفة لسولاوسي الجنوبية. قرية Kanreapia، منطقة Tinggimoncong هي واحدة من مناطق إنتاج فاكهة العاطفة في Gowa. لسوء الحظ، طعم الفاكهة الحامض حلو وقادر على تحريك صناعة الأطعمة والمشروبات الصغيرة بدأ الآن المزارعين أقل رغبة. إن غرس العاطفة ليس بالأمر السهل، باستثناء فترة الزراعة الطويلة وتتطلب عناية خاصة، مثل التربة السطحية العالية والأسمدة والأدوية باهظة الثمن.
علاوة على ذلك، فإن سعر فاكهة العاطفة غير مستقر ومن المرجح أن يستمر في الانخفاض. هذه الكروم لها محصول واحد في السنة (من نوفمبر إلى يناير) بإنتاج حوالي 300000 فاكهة لكل هكتار. إذا كان السعر وقت الحصاد كيلو واحد (حوالي 25 قطعة) فقط روبية. 500 - ما يصل إلى روبية. 800، -  حتى أن المزارعين لم يتلقوا سوى 6.0 مليون روبية إلى 9.6 مليون روبية للهكتار. هذا الوضع يدفع منطقة زراعة الفاكهة العاطفة في التدهور. في عام 1996 كان هناك 1241 هكتارا بإنتاج 21861 طن. وبعد أربع سنوات زراعة مساحة 854 هكتارا بإنتاج 7189 طنا. يقوم العديد من المزارعين بتحويل المحاصيل من فاكهة العاطفة إلى الخضار للمزيد

## مشاهد وسياحة
واحدة من أهم المعالم السياحية هي قلعة سامبا أوبو (Benteng Samba Opu ) في بلدة سونغومينيناسا. تم الآن ترميم جزء من الجدران بما في ذلك برج دائري. وأقيم أقوى سور بسمك سبعة أمتار في الغرب باتجاه البحر حيث خشي السلطان حسن الدين من هجوم من هذا الاتجاه.  يتم عرض الأسلحة والعملات المعدنية والملابس التقليدية وما إلى ذلك في متحف في وسط القلعة. تم بناء منازل مختلفة على الطراز التقليدي لأحد عشر شعباً مختلفاً من سولاوسي الجنوبية في القلعة.

### شلال بارانجلو المتدرج
يقع شلال بارانجلو المتدرج في مقاطعة بارانجلو، على بعد 42 كيلومترًا شرق ماكاسار مع طريق متضرر بشدة ثم 1.5 كيلومتر في نصف ساعة سيرًا على الأقدام. 

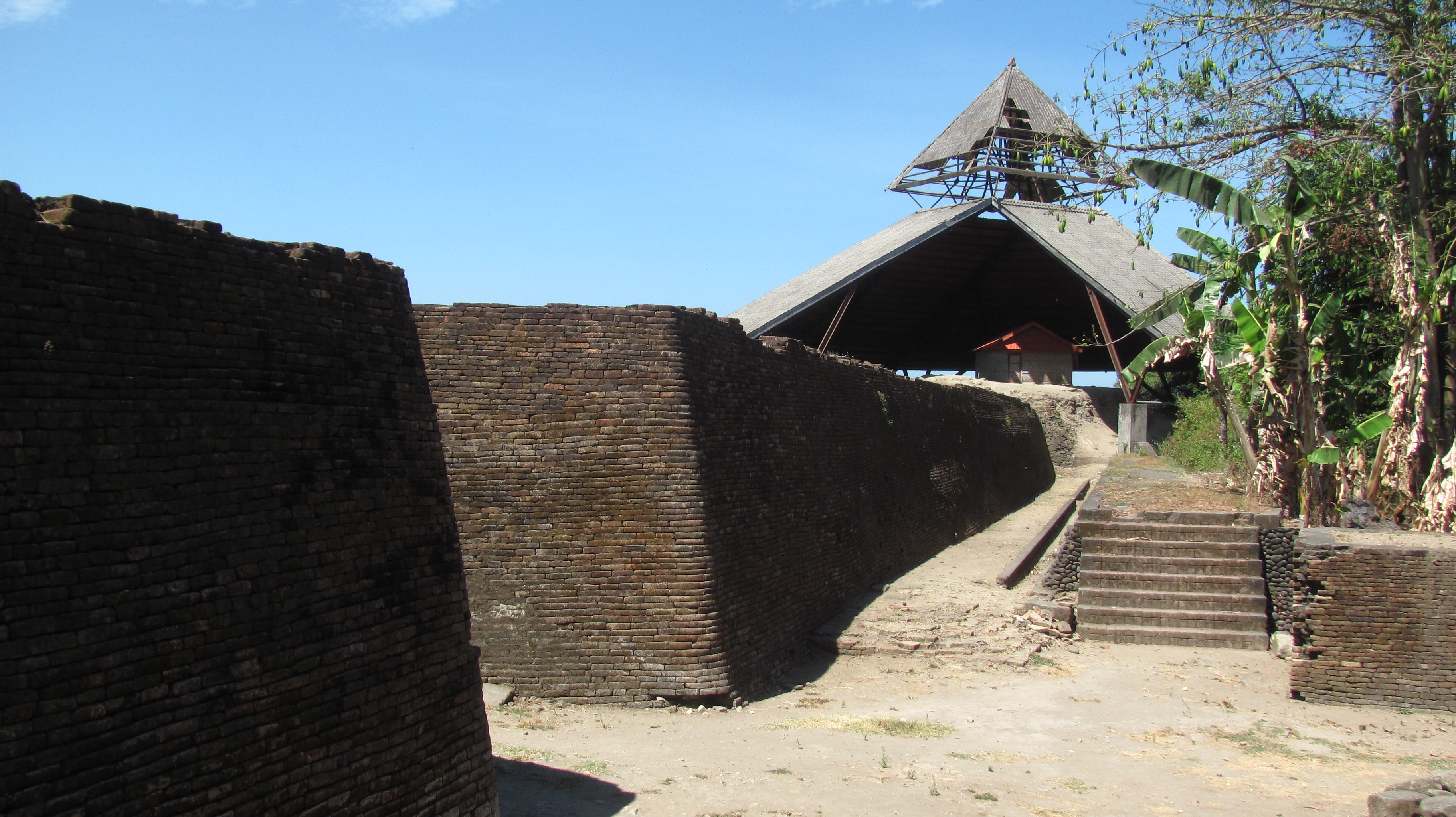
قلعة سامبا أوبو
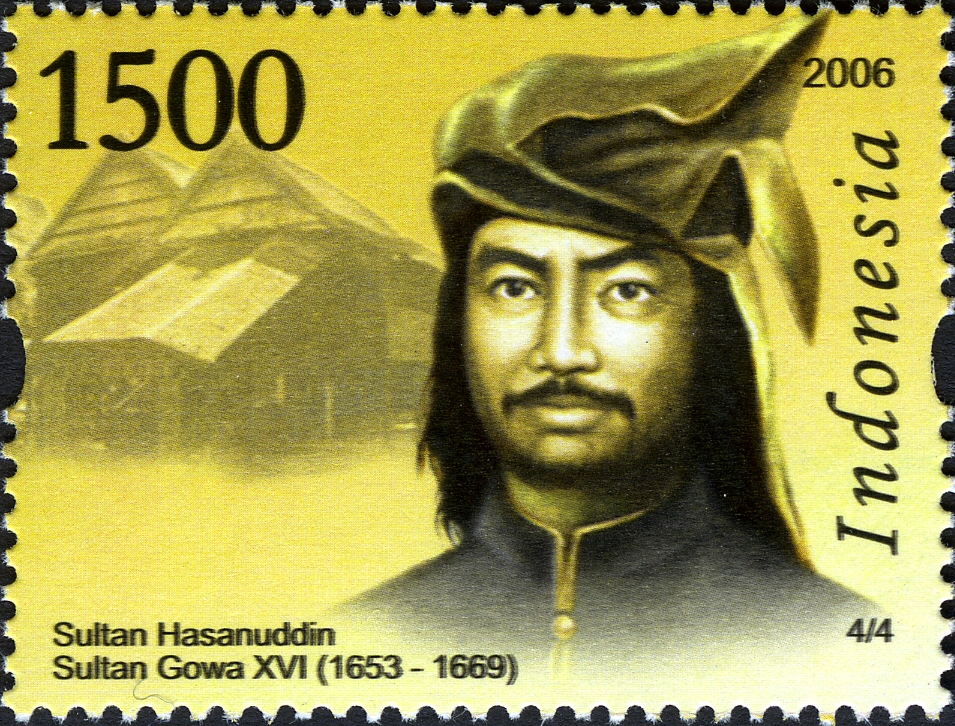
السلطان حسن الدين سلطان جوا والبطل القومي لأندونيسيا
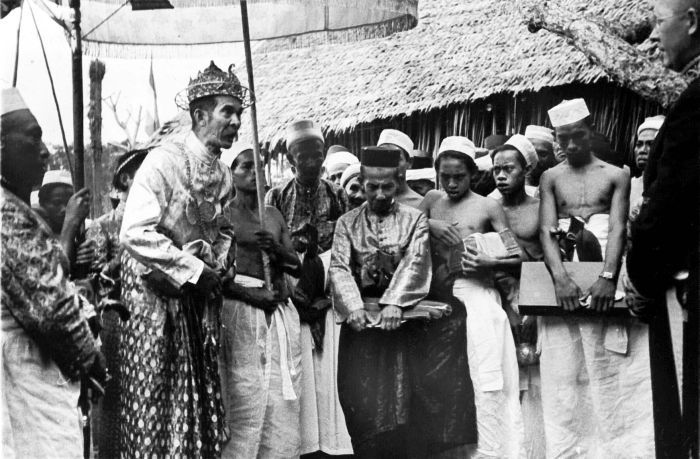
مانجي مانجي كارينج بونونومبو، ملك غوا، مع الجمهور وبعض الشخصيات المرموقة أثناء تنصيب القائم بأعمال حاكم سيليبس وتوابعه، السيد بوسيلار، 1937
علم سلطنة جوا
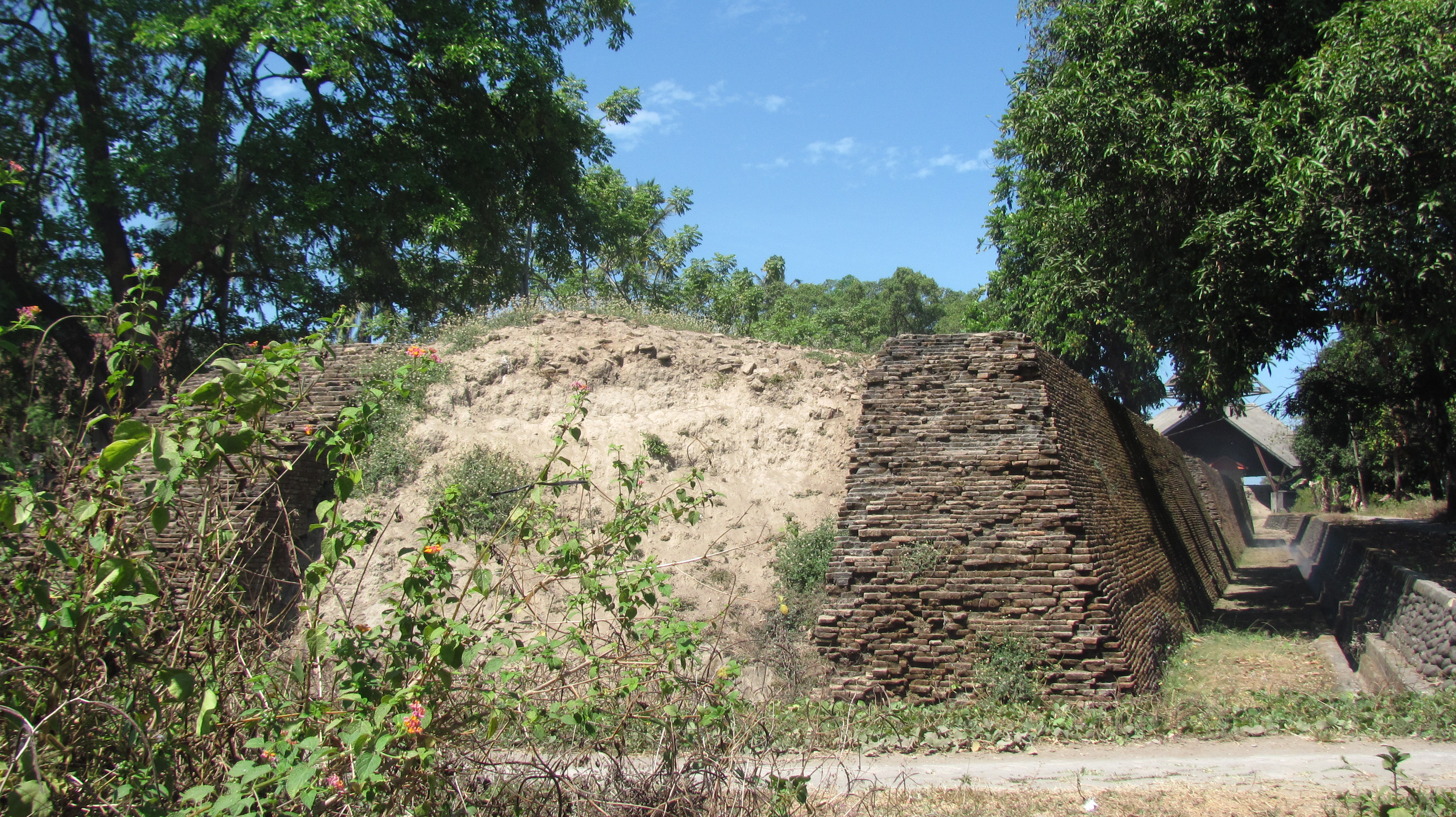
الجدار الغربي للقلعة
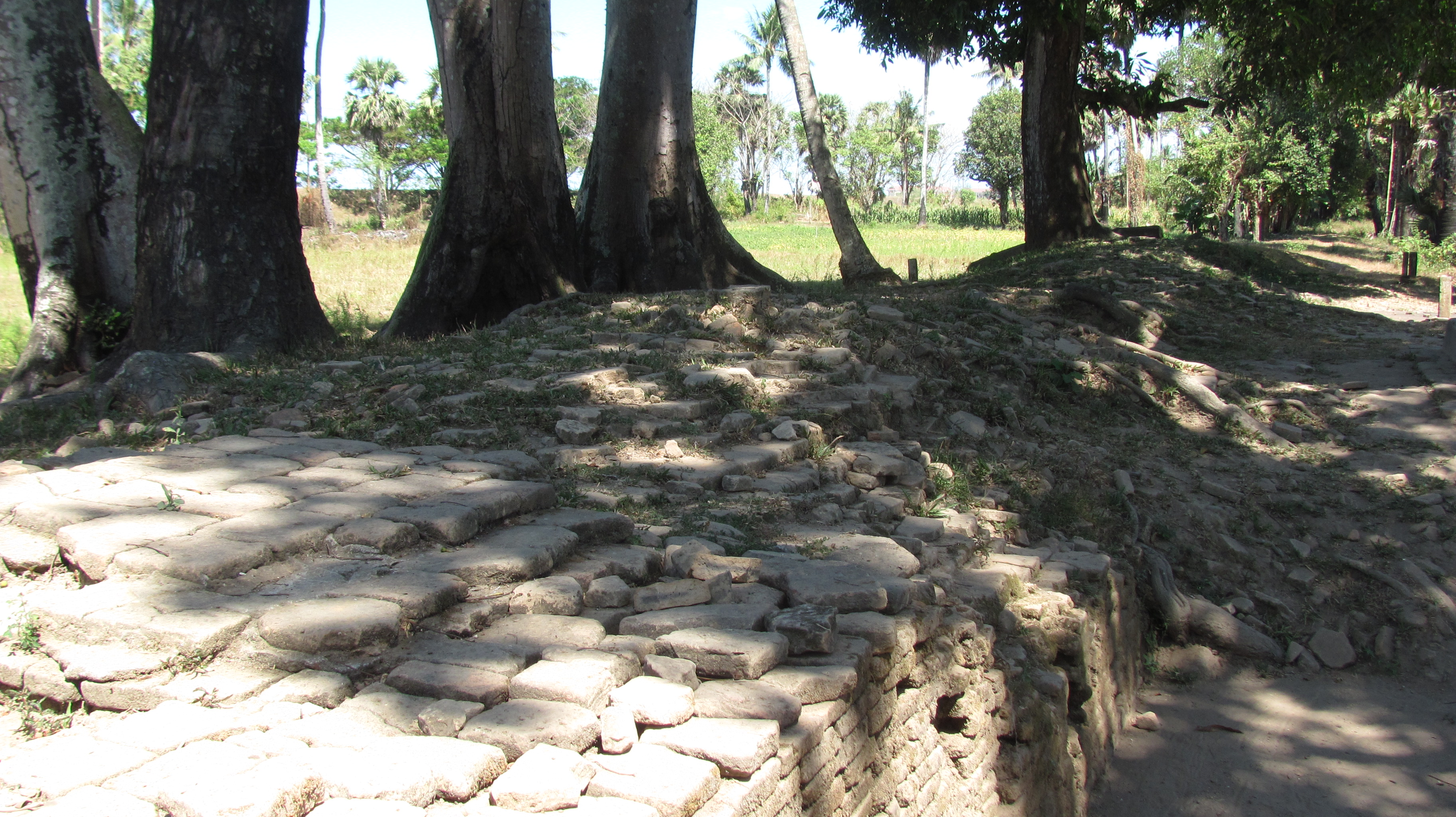
يجري ترميم الجدار
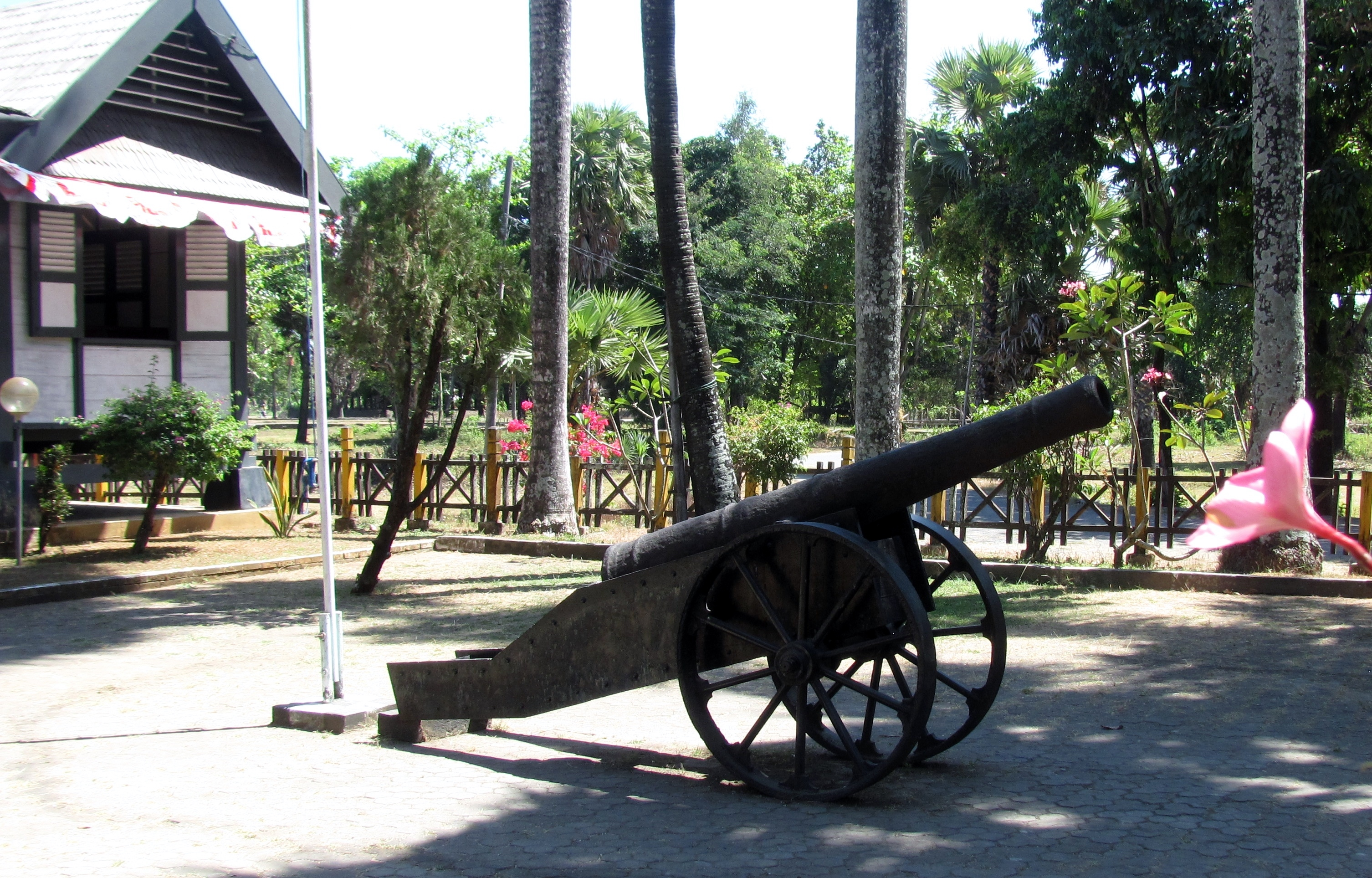
متحف ومدفع في قلعة سامبا أوبو